# Pażątka
Pażątka (Pasuncki, Paszątki, Poraj odmienny, Róża) – kaszubski herb szlachecki, odmiana herbu Poraj, znany z jedynego wizerunku pieczętnego.

## Opis herbu
Opis z wykorzystaniem zasad blazonowania, zaproponowanych przez Alfreda Znamierowskiego:
W polu czerwonym róża czteropłatkowa, srebrna. Klejnot: trzy pióra strusie. Labry czerwone, podbite srebrem.
Rekonstrukcja barw i klejnotu pochodzi od Tadeusza Gajla, oryginalna pieczęć elementów tych nie zawierała.

## Najwcześniejsze wzmianki
Pieczęć Tomasza Pażątki z 1570.

## Herbowni
Pażątka (Pasuncki, Paszątki) być może także z przydomkiem Lipiński.